# Aleksandar Šoštar

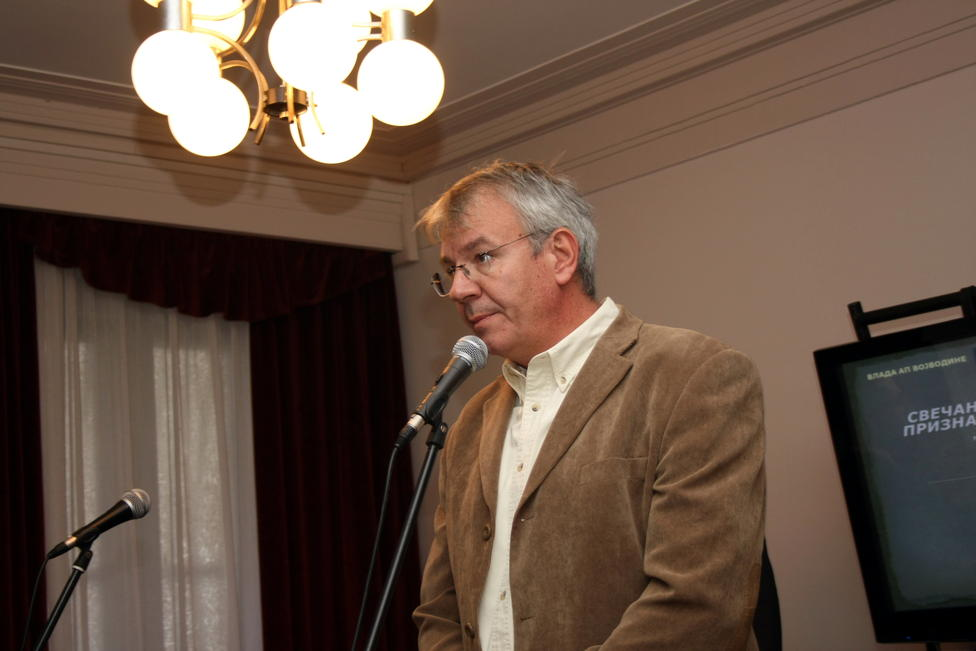
Aleksandar Šoštar

Aleksandar Šoštar, serbisk kyrilliska Александар Шоштар, född 21 januari 1964 i Niš, är en före detta jugoslavisk (serbisk) vattenpolomålvakt. Han ingick i Jugoslaviens herrlandslag i vattenpolo vid olympiska sommarspelen 1988 och representerade dessutom FR Jugoslavien vid olympiska sommarspelen 1996 och 2000.
Šoštar tog OS-guld i den olympiska vattenpoloturneringen i Seoul och VM-guld i samband med världsmästerskapen i simsport 1991 i Perth samt EM-guld år 1991 i Aten.